# 翡翠路
翡翠路，是中国安徽省合肥市的一条东北-西南向干道，北抵望江西路，经休宁路、南二环路、祁门路、习友路、芙蓉路、繁华大道、锦绣大道、紫云路、方兴大道、云谷路、派河大道、三河路、站前路，南至肥西县创新大道，已建成全长约16.9公里。沿路有蜀山东站、天鹅湖公园、合肥中心图书馆、安徽省商务厅、安徽医科大学南校区、安徽医科大学第二附属医院、合肥工业大学翡翠湖校区、翡翠湖公园、安徽大学磬苑校区、安徽财贸职业学院、肥西县人民医院、肥西火车站等。在翡翠湖周边与环翠路、丹霞路一同组成的心形公路为一网红打卡地。